# Халберт, Кэт
Кэт Халберт (1950 — 20 сентября 2022) — американский профессиональный игрок. Она была одной из первых в мире профессиональных счётчиков карт среди женщин. В 1996 году журнал Card Player назвал её одним из лучших игроков в семикарточный стад в мире.

## Жизнь
Халберт родилась в 1950 году и была одной из шести детей водителя грузовика и медсестры. В 15 лет поступила в колледж. Кэт впервые проявила интерес к азартным играм, когда исследовала индустрию в качестве помощника лидера меньшинства в Сенате штата Нью-Йорк, прошла курс по игре в блэкджек, а в 1977 году, в возрасте 25 лет, переехала в Лас-Вегас.
Халберт стала одной из первых профессиональных счётчиков карт среди женщин, членом сборной Чехословакии и спутницей Кена Устона. Затем она перешла к семикарточному стаду и встречалась с Дэвидом Хейденом. В 1996 году журнал Card Player назвал её одним из лучших игроков в семикарточный стад в мире, единственной женщиной в списке. Game Show Network назвала её «лучшей женщиной-игроком на Земле». Она вела классы покера для женщин.
Одно время Халберт нанимала людей старше семидесяти лет, чтобы они играли для неё в слот-машины казино.
В 2016 году она была названа одной из 100 женщин Би-би-си.

## Личная жизнь
В 1990 году у Кэт Халберт диагностировали биполярное расстройство. Дважды была замужем, оба брака закончились разводом. После борьбы с раком она ушла из азартных игр и работала консультантом в онлайн-казино. Скончалась от рака 20 сентября 2022 года.